# فرویدنشتات
فرویدنشتات (به آلمانی: فرویدن‌اشتات) یک Große Kreisstadt، Climatic health resort، Kneippkurort، شهر و شهر در آلمان است که در بادن-وورتمبرگ واقع شده‌است.

## خصوصیات
فرویدنشتات ۲۳٬۹۴۲ نفر جمعیت دارد.

## خواهرخوانده
شهر کوربوآ خواهرخواندهٔ فرویدنشتات هست.